# Nichel-60
Il nuclide 6028Ni, o nichel-60, è un isotopo dell'elemento chimico nichel, il nichel-60 è stabile con 32 neutroni (N = 32). È presente per il 26,223% nella miscela isotopica del nichel naturale.
Il 60Ni è l'ultimo prodotto della catena di decadimento dell'estinto radionuclide 60Fe (emivita: 2,6 milioni di anni), tramite l'intermedio 60Co (emivita: 5,275 anni) attraverso due successivi decadimenti β−:
60Fe → β− → 60Co → β− → 60Ni (stabile)
L'abbondanza del 60Ni presente in materiale di origine extra-terrestre può aiutare a far luce sull'origine e sulla storia del sistema solare.